# Eublemma latericolor
Eublemma latericolor is een vlinder van de familie van de spinneruilen (Erebidae). De wetenschappelijke naam van deze soort is voor het eerst voorgesteld door Alfred Jefferis Turner in een publicatie uit 1945.
De soort komt voor in Australië (Queensland).